# 플립 (2010년 영화)
《플립》(영어: Flipped)은 2010년에 개봉한 미국의 로맨틱 코미디 드라마 영화이다. 웬덜린 밴드라넌이 쓴 동명 소설이 원작이며, 롭 라이너가 감독을 맡았다.
대한민국에는 2011년에 ㈜프리지엠에서 최초로 수입했으나, 극장 개봉은 진행되지 않았고 DVD, VOD 등으로 출시되었다. 이후 2017년 ㈜팝엔터테인먼트에서 재수입하면서 극장 개봉했다.

## 줄거리
1957년 7살 브라이스 로스키가 이사를 오자마자 옆집 줄리 베이커가 브라이스에게 반해 쫓아다니기 시작한다.
4년 뒤에도 여전히 줄리는 브라이스에게 빠져있고, 브라이스는 줄리를 떼어내려고 학교에서 가장 인기가 많고 줄리가 싫어하는 셰리에게 데이트를 신청한다. 그러나 셰리에게 관심이 있는 절친 개릿이 셰리에게 진실을 밝히면서 브라이스는 셰리에게 차인다.
다음 해 7학년이 된 줄리는 아끼는 동네 플라타너스 나무가 베어질 위기에 처하자 그 위에 올라가기까지 하며 나무를 지키려고 한다. 하지만 결국 나무는 벌채된다. 슬픔에 잠긴 줄리를 아버지 리처드가 나무 그림을 선물하여 위로한다.
줄리는 뒤뜰에서 학교 과제였던 병아리를 닭으로 키워내고 이웃에 달걀을 판다. 로스키가에는 그냥 선물로 주지만 살모넬라균을 걱정한 브라이스의 아버지 스티븐 때문에 브라이스가 달걀을 버렸다는 사실을 알고 충격을 받는다. 줄리가 마음에 든 브라이스의 할아버지 쳇은 뒤뜰 상태를 개선하는 줄리를 돕는다. 브라이스가 자신이 줄리를 좋아한다는 걸 깨닫는 사이에 반대로 줄리는 자신이 정말 브라이스를 좋아하는지 의문을 갖기 시작한다.
줄리는 자신이 가족으로 여기는 발달장애 삼촌 대니얼과 자신을 개릿이 모욕하고 브라이스가 그에 동의하는 대화를 우연히 엿듣게 된다. 이로써 줄리는 브라이스에게 완전히 흥미를 잃는다. 그간 베이커가에게 무관심했던 것을 반성한 브라이스의 어머니 패치가 베이커가를 저녁 식사에 초대했을 때 줄리는 브라이스에게 화를 내고 거리를 두고 대한다.
집에서 직접 만든 점심과 함께 남학생들을 경매에 부치는 학교 연례 자선 행사에서 브라이스는 셸리에게 팔리고 줄리는 아무도 원하지 않는 에디를 동정심에서 입찰하게 된다. 질투한 브라이스는 각자 경매 상대와 점심 식사를 하던 중에 줄리에게 다가와 입맞춤을 시도하고 당황한 줄리는 뛰쳐나간다. 브라이스는 개릿과 친구 사이를 끝낸다.
줄리가 자신과 대화하길 거부하자 브라이스는 자신의 마음을 보여주기 위해 리처드의 허락을 받고 앞뜰에 플라타너스 묘목을 심기 시작한다. 마음이 풀린 줄리는 묘목 심기에 동참하고, 두 사람은 마주 보며 웃는다.

## 출연
- 매들린 캐럴 - 줄리애나 "줄리" 베이커 역
  - 모건 릴리 - 줄리 아역
- 캘런 매콜리프 - 브라이스 로스키 역
  - 라이언 케츠너 - 브라이스 아역
- 리베카 더모네이 - 패치 로스키 역
- 앤서니 에드워즈 - 스티븐 로스키 역[4]
- 존 머호니 - 쳇 덩컨 역
- 퍼넬러피 앤 밀러 - 트리나 베이커 역
- 에이든 퀸 - 리처드 베이커 역
- 케빈 와이즈먼 - 대니얼 베이커 역
- 코디 혼 - 리네타 로스키 역
  - 질리언 패프 - 리네타 아역
- 셰인 하퍼 - 맷 베이커 역
- 스테퍼니 스콧 - 데이나 트레슬러 역
- 이즈리얼 브루사드 - 개릿 아인바인더 역
- 애슐리 테일러 - 셰리 스톨스 역
- 매슈 골드 - 에디 트룰록 역
- 잉가 R. 윌슨 - Mrs. 킴블 역
- 제이크 라이너 - 스카일러 역
- 마이클 볼튼 - 마크 베이커 역
- 린다 오워스 - Mrs. 메이스너 역
- 루스 크로포드 - Mrs.스튜비 역
- 패트리샤 렌츠 - Mrs. 맥클러 역
- 알로라 캐서린 스미스 - 멜라니 역

## 기타 제작진
- 공동 제작: 프랭크 캐프라 3세
- 배역: 재닛 허션슨, 제인 젱킨스
- 미술: 빌 브레스키, 데즈마 머피
- 세트: 대니엘 버먼
- 의상: 더린다 우드
- 시각 효과: 켈빈 매킬웨인

## 참고 사항
- 브라이스의 외할아버지 역의 존 마호니가 찍은 마지막 영화다. 마호니는 2018년에 사망했는데, 플립 이후론 TV 시리즈에만 출연했다.

## 시청 등급
- 미국: PG[5]

## 같이 보기
- 굿바이 마이 프랜드
- 워크 투 리멤버
- 벤자민 버튼의 시간은 거꾸로 간다
- 아홉살 인생